# Танн (Рён)
Танн (нем. Tann) — город в Германии, в земле Гессен. Подчинён административному округу Кассель. Входит в состав района Фульда. Население составляет 4448 человек (на 31 декабря 2010 года). Занимает площадь 60,45 км². Официальный код — 06 6 31 023.
Город подразделяется на 10 городских районов.
Расположен в горном массиве Рён, в 27 километрах северо-восточнее Фульды.

## Ссылки

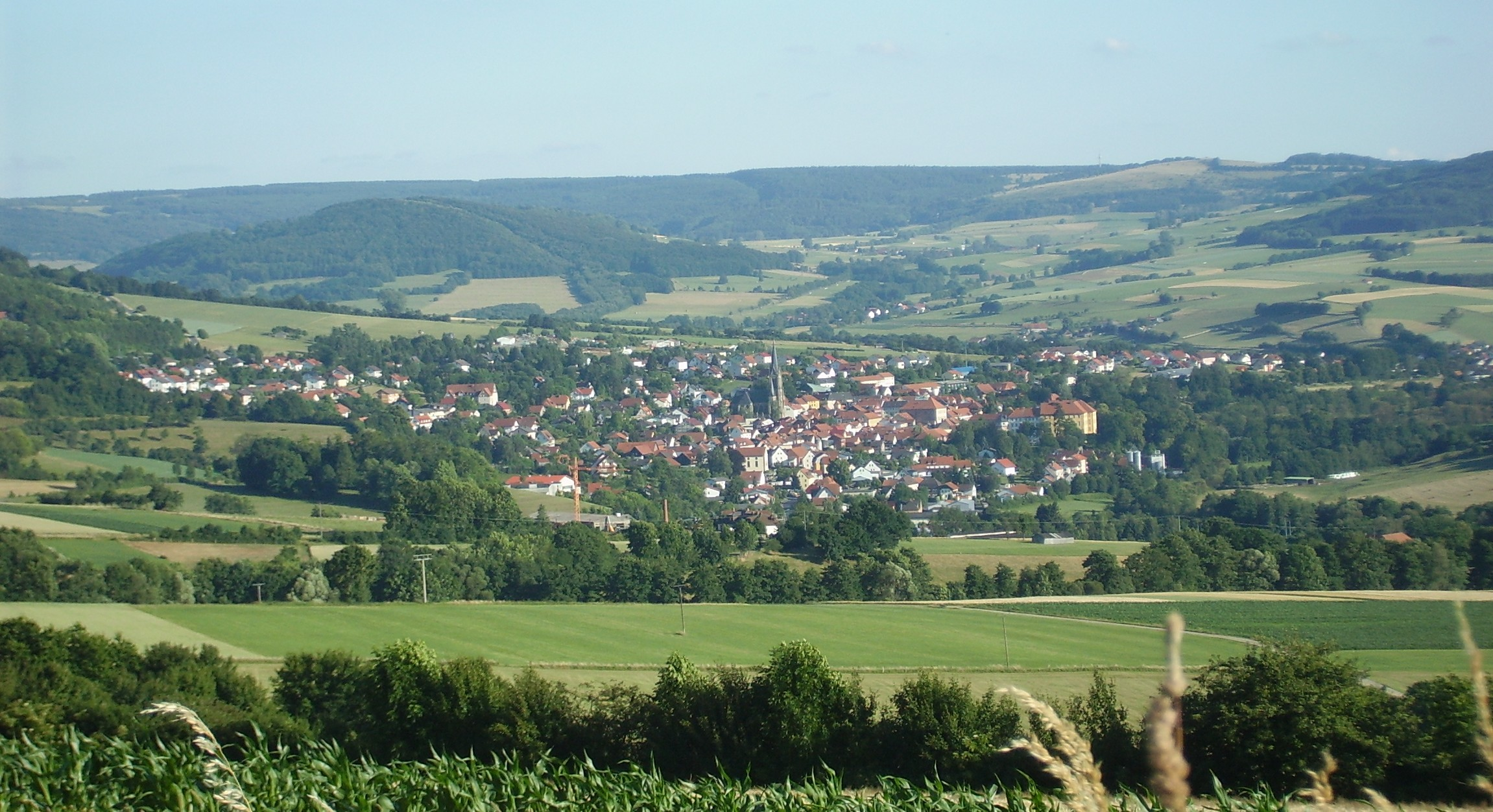
Landscape of Tann (View from Northeast)

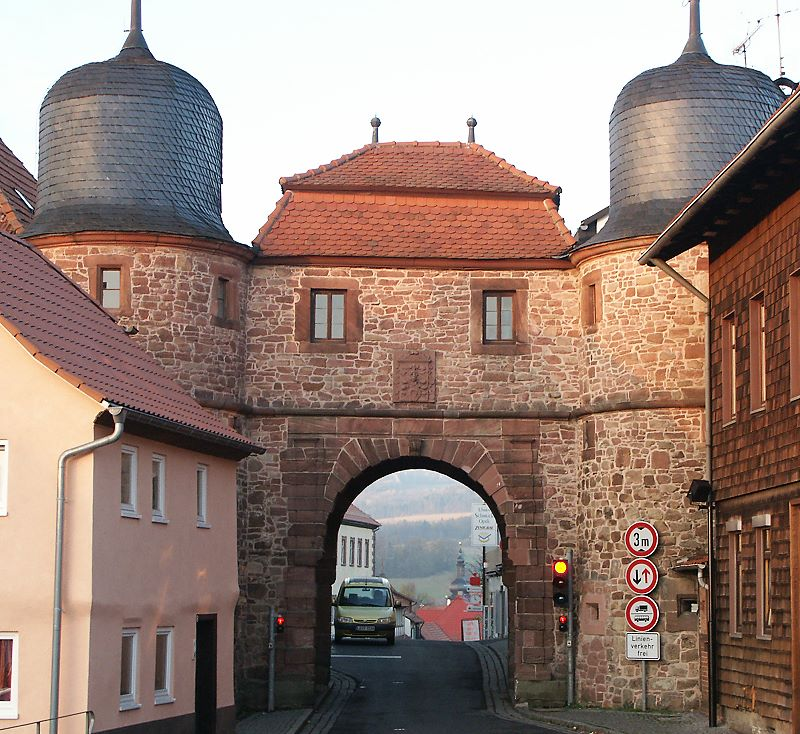
City gate of Tann (built 1557—1563)